# Hydrophiloidea
Hydrophiloidea je nadčeleď brouků. Zahrnuje 6 čeledí, mezi nimi i vodní mrchožrouty, čeleď Hydrophilidae.